# Liste der Kulturdenkmäler in Sankt Katharinen (bei Bad Kreuznach)
In der Liste der Kulturdenkmäler in Sankt Katharinen sind alle Kulturdenkmäler der rheinland-pfälzischen Ortsgemeinde Sankt Katharinen aufgeführt. Grundlage ist die Denkmalliste des Landes Rheinland-Pfalz (Stand: 2. August 2023).

## Einzeldenkmäler
| Bezeichnung                               | Lage                                | Baujahr | Beschreibung                                                                            | Bild |
| ----------------------------------------- | ----------------------------------- | ------- | --------------------------------------------------------------------------------------- | ---- |
| Wohnhaus                                  | Flurstraße 12 Lage                  | um 1910 | ehemalige Schule; eingeschossiger Heimatstil-Typenbau, abgewalmtes Mansarddach, um 1910 | BW   |
| Katholische Kirche Allerseligste Jungfrau | Hopfengartenstraße 1 Lage           | 1858    | Saalbau, 1858                                                                           | BW   |
| Wegekreuz                                 | Klosterstraße Lage                  | 1756    | Wegekreuz, spätbarock, bezeichnet 1756                                                  | BW   |
| Wegekreuz                                 | Mühlenstraße, bei Nr. 5 Lage        | 1786    | Wegekreuz, spätbarock, bezeichnet 1786                                                  | BW   |
| Wegekreuz                                 | westlich des Ortes an der K 51 Lage | 1877    | Wegekreuz, bezeichnet 1877, Korpus eventuell um 1900                                    | BW   |